# Высший коммунистический институт просвещения
Высший коммунистический институт просвещения (ВКИП) — высшее научно-учебное заведение, созданное 23 октября 1931 года по подготовке преподавателей и научных работников педагогических дисциплин для высших учебных заведений и руководящих работников системы народного образования СССР.

## История
23 октября 1931 года Постановлению Совета народных комиссаров РСФСР в Москве на правах института красной профессуры был создан Высший коммунистический институт просвещения со сроком обучения три года, для подготовки преподавательских кадров и научных работников в области педагогики для высших учебных заведений и начальствующий состав в системе органов управления народного образования СССР. Первым директором был назначен профессор И. К. Луппол. Профессорско-преподавательский состав института представляли известные учёные педагоги в разных сферах науки такие как: И. Ф. Свадковский, А. П. Пинкевич,  Н. К. Гончаров, С. Е. Гайсинович, К. Н. Корнилов, С. А. Каменев, И. Т. Огородников, Р. И. Млиник,  Г. А. Фортунатов, К. И. Львов, А. Б. Залкинд, К. А. Попов, E. H. Медынский, В. Е. Гмурман. 

### Учебный процесс
С 1931 года в Высший коммунистический институт просвещения принимались персоналии проходившие подготовку по программе или окончившие высшее учебное заведение педагогического или коммунистического профиля, имеющие опыт культурно-просветительской, руководящей или преподавательской работы  и являвшиеся членами ВКП (б) со стажем пребывания в партии семь лет, с 1934 года общий стаж пребывания в партии при поступлении в институт был поднят до восьми лет. Срок обучения в институте составлял три года и был организован как аспирантура, основной формой обучения являлась подготовка слушателей  своих научных докладов и ко второму году обучения к защите своих диссертации на получения кандидатского минимума.  
В Высшем коммунистическом институте просвещения было создано четыре отделения: 
- педагогическое, занимавшееся научными работниками по теории и истории педагогики и преподавателями высших учебных заведений
- педологическое, занимавшееся преподавателями педологии
- организационное и плановое, занимавшееся руководящими работниками местных и центральных органов управления народным просвещением
- политехническое, занимавшееся научными сотрудниками и преподавателями в области теории и методики политехнического образования

Научная работа института проводилась в пяти основных кабинетах:
- педагогики
- методики школьного обучения
- история педагогики высшего педагогического образования
- зарубежной педагогики

В 1933 году при Высшем коммунистическом институте просвещения был организован Центральный научно-исследовательский институт педагогики, в 1934 году ставший самостоятельным учреждением образования. В 1937 году Центральный научно-исследовательский институт педагогики был ликвидирован и часть его функций были переданы Высшему коммунистическому институту просвещения. 
В 1938 году Высший коммунистический институт просвещения был ликвидирован и часть его функций была передана научно-исследовательским институтам и школам народного комиссариата просвещения РСФСР.

## Руководство
- И. К. Луппол (1931—1934)

## Известные сотрудники
- И. Ф. Свадковский
- А. П. Пинкевич
- Н. К. Гончаров
- К. Н. Корнилов
- А. Б. Залкинд
- К. А. Попов
- E. H. Медынский